# Everlast (empresa)
Everlast Worldwide, Inc. é uma empresa norte-americana de equipamentos esportivos voltados para boxe e artes marciais, roupas e calçados, fundada no Bronx, Nova Iorque, em 1910 por Jacob Golomb.

## História
A Everlast se iniciou como fabricante de roupa de banho no Bronx em 1910. Jacob Golomb aos dezessete anos de idade, filho de um alfaiate e um nadador ávido, ficou insatisfeito com os maiôs que mal duravam uma temporada. Assim começou a fazer peças que durariam um ano inteiro. Com essa ideia, surge também o nome Everlast.

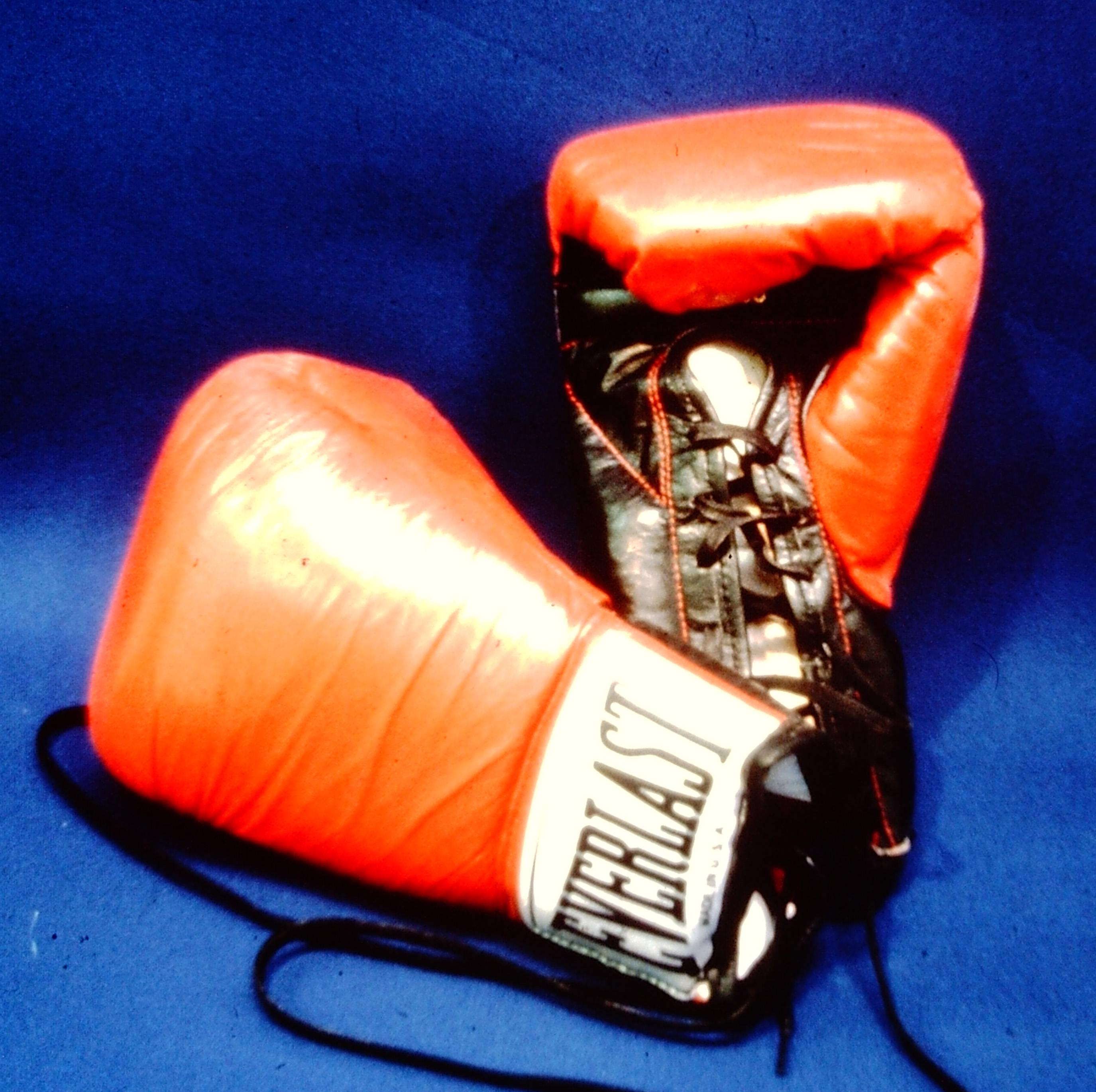
Luvas de boxe da Everlast.

Em 1917, um jovem lutador chamado Jack Dempsey apresentou o boxe para Golomb. Dempsey pediu a Golomb que construísse uma armação protetora que durasse mais de 15 rodadas de treinamento intensivo de boxe. Golomb projetou equipamento o especial de treinamento para Dempsey. Em 1919, Dempsey ganhou o campeonato mundial de pesos pesados com luvas de boxe feitas por Golomb, assim Everlast tornou-se uma marca fortemente associada ao boxe até os dias atuais.
Golomb presidiu a empresa até sua morte em meados dos anos 1950, quando seu filho, Dan, assumiu a empresa e a presidiu até 1995.
A empresa foi adquirida por acionistas da Active Apparel Group Inc. e mudou sua razão social para Everlast Worldwide, Inc. em Outubro de 2000. Em 20 de Setembro de 2007 a empresa foi adquirida pela britânica Brands Holdings, sendo hoje sua subsidiária.
A partir de 2012, a empresa passou a investir também no MMA.
Em Dezembro de 2017, a empresa abre sua primeira loja oficial no Brasil.